# Santuario Niutsuhime
Il Santuario Niutsuhime o Nibutsuhime (丹生都比売神社?, Niutsuhime-jinja, Nibutsuhime-jinja) è un santuario shintoista situato nella città di Katsuragi, nel distretto di Ito, prefettura di Wakayama, in Giappone. É uno dei tre santuari che rivendicano il titolo di ichinomiya della provincia di Kii. Conosciuto anche come "Amano Taisha" e "Amano Shisho Myojin", è il santuario principale di circa 180 santuari Niutsuhime in tutto il paese. I suoi recinti sono designati come sito storico nazionale e il santuario è uno dei beni costitutivi dei Siti sacri e vie di pellegrinaggio nella catena montuosa di Kii patrimonio dell'umanità dell'UNESCO.

## Panoramica
Il santuario si trova nel bacino dell'Amano, a nord-ovest del Monte Kōya nella parte nord-orientale della prefettura di Wakayama. Il Kōyasan chōishi-michi, il sentiero per il Monte Koya fiancheggiato da lapidi (a sua volta un sito storico nazionale e patrimonio dell'umanità) passa sul crinale della collina dietro il santuario. L'Honden, in stile kasuga-zukuri e la porta Rōmon del santuario sono entrambe proprietà culturali di importanza nazionale.
Nel Santuario di Niutsuhime vengono adorati quattro kami:
- Niutsuhime-no-Ōkami (丹生都比売大神?), noto anche come Niutsu-myōjin (丹生明神?)
- Takanomiko-no-Ōkami (高野御子大神?), noto anche come Kariba-myōjin (狩場明神?)
- Ōgetsuhime-no-Ōkami (大食津比売大神?), noto anche come Kihi-myōjin (気比明神?) (portato dal Santuario di Kehi nel 1208
- Ichikishimahime-no-Ōkami (市杵島比売大神?), portato da Santuario di Itsukushima nel 1208

## Storia
La fondazione del Santuario di Niutsuhime è incerta. Secondo "Harima Kokudo Fudoki", un kami chiamato "Niutsuhime no Mikoto", è stato equiparato al Santuario di Niutsuhime. "Harima Kokudo Fudoki" continua descrivendo come l'imperatrice Jingū consultò l'oracolo di questo santuario prima della sua conquista della Corea, e il Nihon Shoki nomina il locale Kuni no miyatsuko come "Amano-no-Hafuri" e afferma di aver donato un cinabro rosso argilla in segno di vittoria. Il kami consacrato, Niutsuhime-no-Ōkami, è la sorella minore di Amaterasu ed è accreditata di aver disboscato alcune parti della provincia di Yamato e della penisola di Kii per poter coltivare la terra.
La posizione del santuario è stata indicata come la vetta orientale del Kamittsutsuga, vicino alla sorgente d'acqua del fiume Nyukawa. Quest'area è ancora considerata l'ex luogo incastonato del Santuario di Niutsuhime, che è stato trasferito nel sito attuale a causa della costruzione del Kongōbu-ji all'inizio del periodo Heian. Nel Konjaku Monogatari, Takanomiko-no-Ōkami, il figlio di Niutsuhime-no-Ōkami assunse la forma di un cacciatore con due cani bianchi e neri, e condusse Kūkai sulle montagne, dove in seguito costruì, sul monte Kōya, quello che un tempo era il sito del santuario. Il santuario fu ricostruito a breve distanza per essere il santuario custode del tempio. Entro la fine del X secolo, era ufficialmente considerato parte del tempio. Il santuario è menzionato nei registri di Engishiki del 927 in quanto riceveva un appannaggio annuale dalla Corte. A causa del suo forte legame con il monte Kōya, vennero create filiazioni del santuario in molte località in concomitanza con la diffusione del buddismo Shingon. Durante il periodo Kamakura, l'oracolo del santuario predisse le invasioni mongole del Giappone e il santuario prese l'iniziativa delle preghiere per l'intervento divino che portò alla vittoria giapponese. Finì per essere descritto nella letteratura contemporanea come l'ichinomiya della provincia di Kii, sebbene ci siano molti altri santuari all'interno della provincia con una rivendicazione più antica di quel titolo. Era consuetudine per i pellegrini diretti al Monte Kōya visitare questo santuario prima della visita al tempio.
Il santuario divenne indipendente dal Monte Kōya in seguito al rinnovamento Meiji, sebbene molte reliquie buddiste rimangano all'interno dei suoi recinti a causa della sua lunga associazione con il Monte Kōya. Il santuario fu designato santuario della prefettura nel 1873 secondo il sistema moderno di santuari shintoisti classificati all'interno dello shintoismo statale. Nel 1924 fu promosso a Santuario imperiale di primo grado (官幣大社?, kanpei taisha). Conserva ancora stretti legami con il monte Kōya e i monaci che recitano sutra buddisti davanti al santuario sono uno spettacolo molto comune.

## Galleria d'immagini

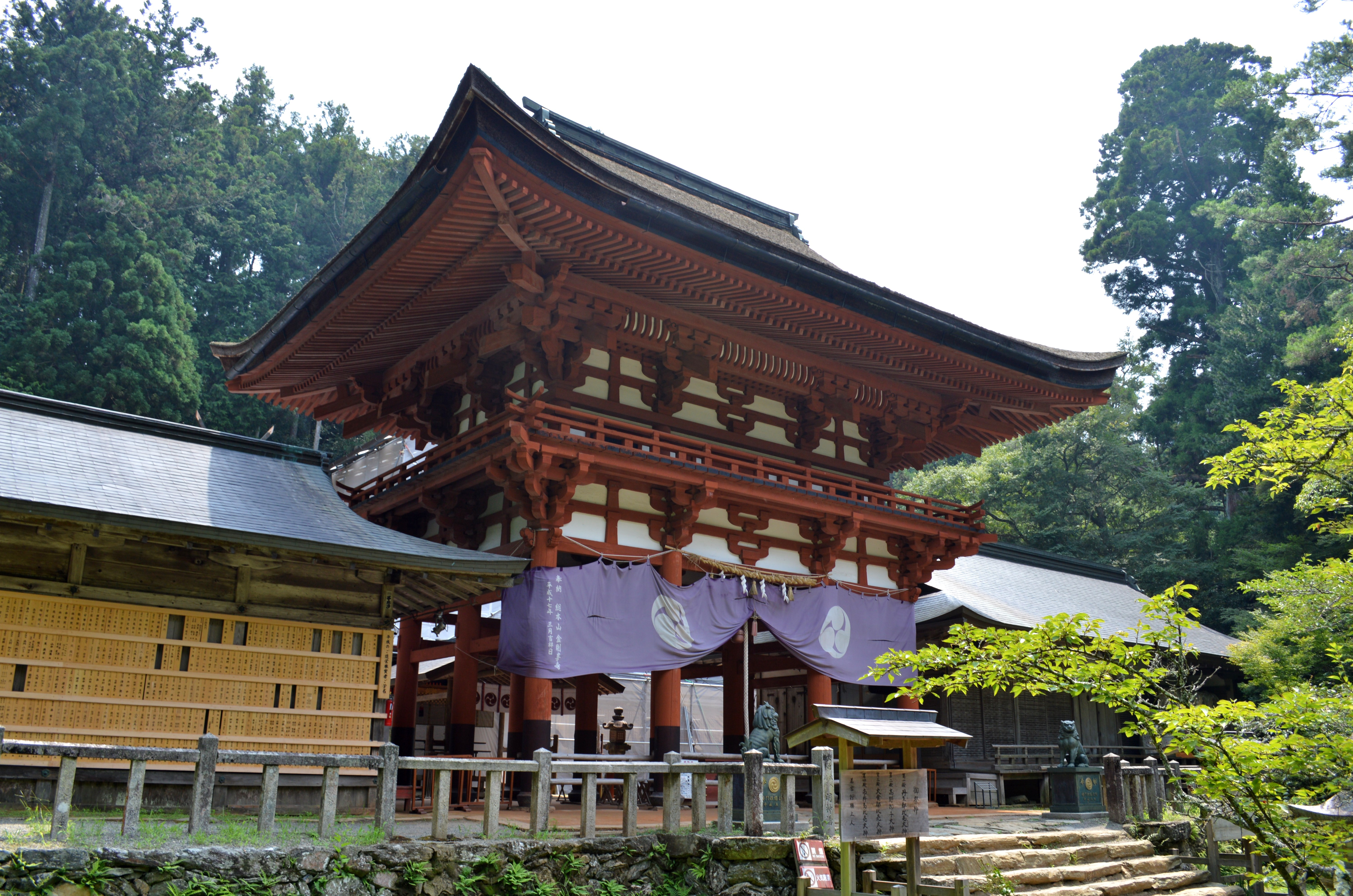
Rōmon, ICP nazionale
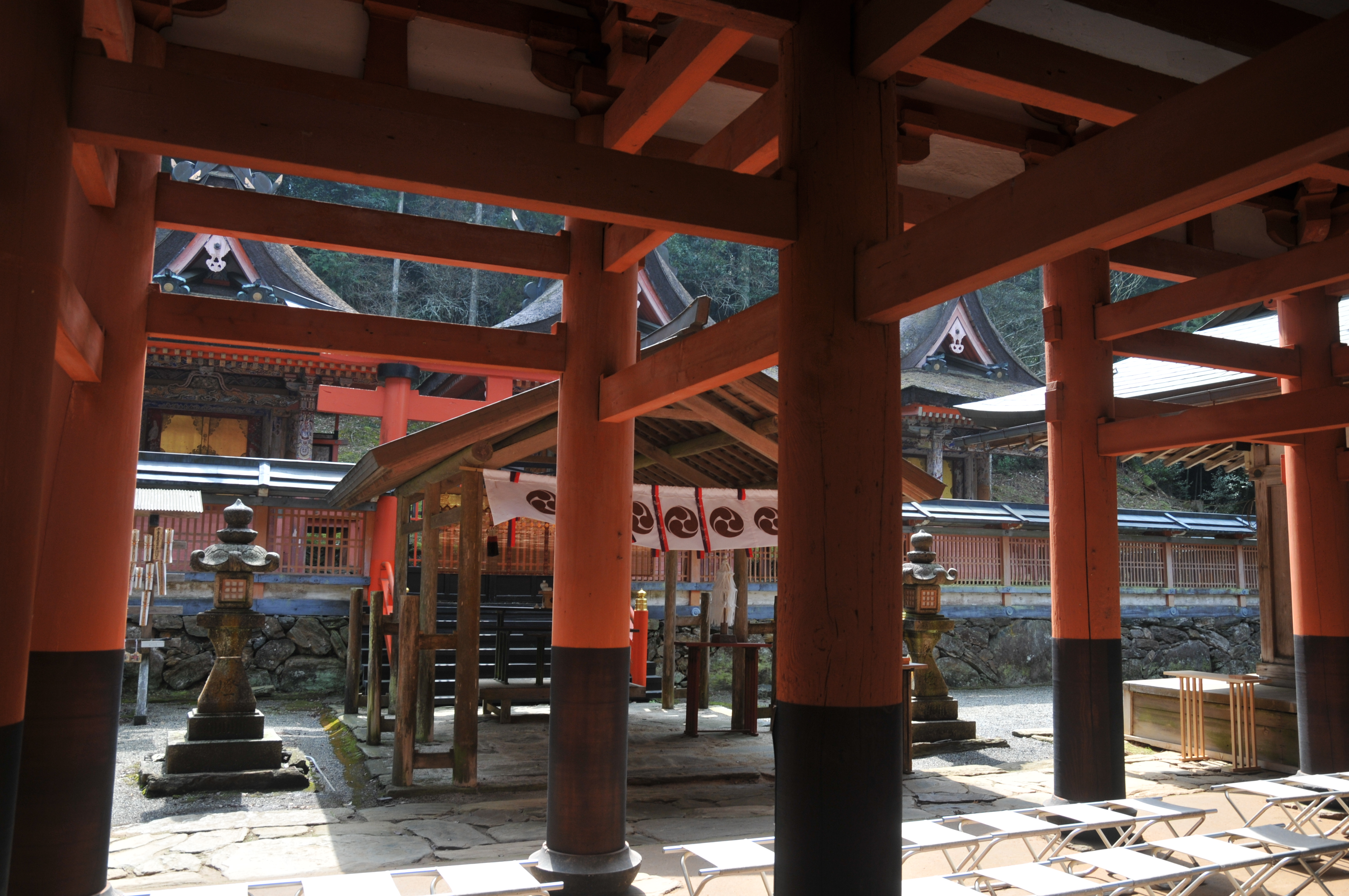
Honden, ICP nazionale